# コンスタル116N
116Nは、ポーランドに工場を構えるアルストム・コンスタルが開発した路面電車車両。車内の多くがバリアフリーに適した低床構造となっている部分超低床電車である。

## 概要
長年に渡りポーランド各都市へ向けて多数の鉄道車両を生産していたコンスタルは、1997年にフランスに本社を置く重電メーカーのGECアルストム（現：アルストム）に買収され、アルストム・コンスタルとなった。設立当初はコンスタル時代から大量生産が行われていた路面電車の生産に重点を置いており、その一環として展開されたのが116Nである。
買収前のコンスタル時代に試作された、車内の一部が低床構造となっている112Nを基に設計が行われたが、2車体連接車であった112Nと異なり、116Nは中間に全長3,800 mmの小型車体を挿入した片運転台式の3車体連接車となっており、車輪も車軸が存在しない独立車輪式台車が用いられている。これにより、112Nと比べて床上高さが低くなっている部分の面積が大幅に広がっており、動力台車が設置された両端を除いた車内の61 %が低床構造となっている。また、車体デザインも変更されており、前面は流線形状の外見となっている。車内の座席配置は利用客の移動を考慮したものになっており、従来の高床式車両（105N、105Na等）から乗降扉の数が減少したにもかかわらず、これらの車両と同様の流動性が確保されている。
後述の通り、製造年によって電気機器が異なっているが、全車とも集電装置はシングルアーム式パンタグラフを用いており、前方車体に設置されている。

## 車種・運用
1998年から2000年にかけて、116Nやその発展形式は計29両が製造され、全車ともワルシャワ市電に導入された。アルストムではポズナン市電を始めとした他都市への導入も見込んでいたが、ほとんどの都市では財政などの理由からドイツ、オランダ、オーストリアなど海外からの譲渡車による車両増備が実施されたため、それ以上の製造は行われていない。
116Nおよび発展形式の概要および差異は以下の通り。
- 116N - 1998年に1両が製造された試作車。主電動機は直流電動機が用いられ、制御装置は電機子チョッパ制御（GTO素子）に対応している。2005年にはバッテリーが搭載され、停電で架線の送電が停止した際も最大6 kmの区間で自力走行が出来るようになった他、2011年にはスーパーキャパシタへの交換が行われ、回生ブレーキから生じた電力も充電可能となっている[1][3][5][7][8]。
- 116Na - 1999年に2両が製造された試作車。116Nの車体構造が踏襲された一方で電気機器が変更され、主電動機は三相誘導電動機、制御装置はVVVFインバータ制御装置（IGBT素子）となっている[1][3][5][7]。
- 116Na/1、116Na/2 - 1999年から2000年にかけて26両が製造された量産車。電気機器は116Naと同様の構造を採用した一方、車内にはチェコの企業・BUSEが製造した、次の停車駅や乗換案内が表示される車内案内表示装置が設置されたほか、運転室に空調装置が搭載されるなど乗客や乗務員の快適性が向上している。形式の違いは採用した電気機器の違いによるものである[1][3][5][7]。

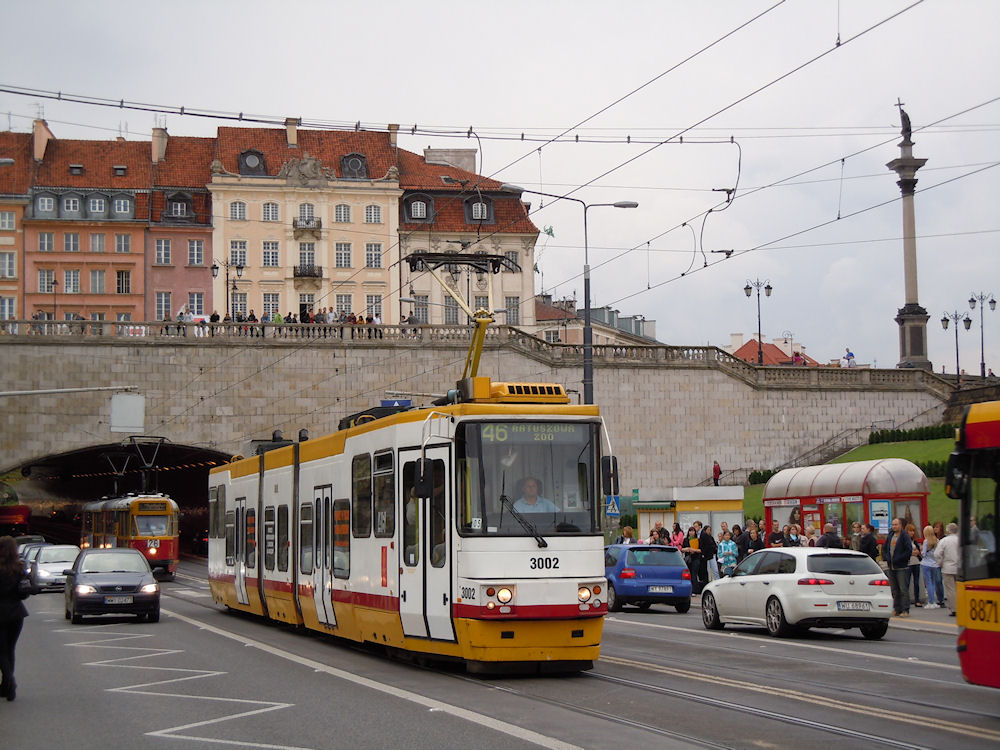
116N（2010年撮影）
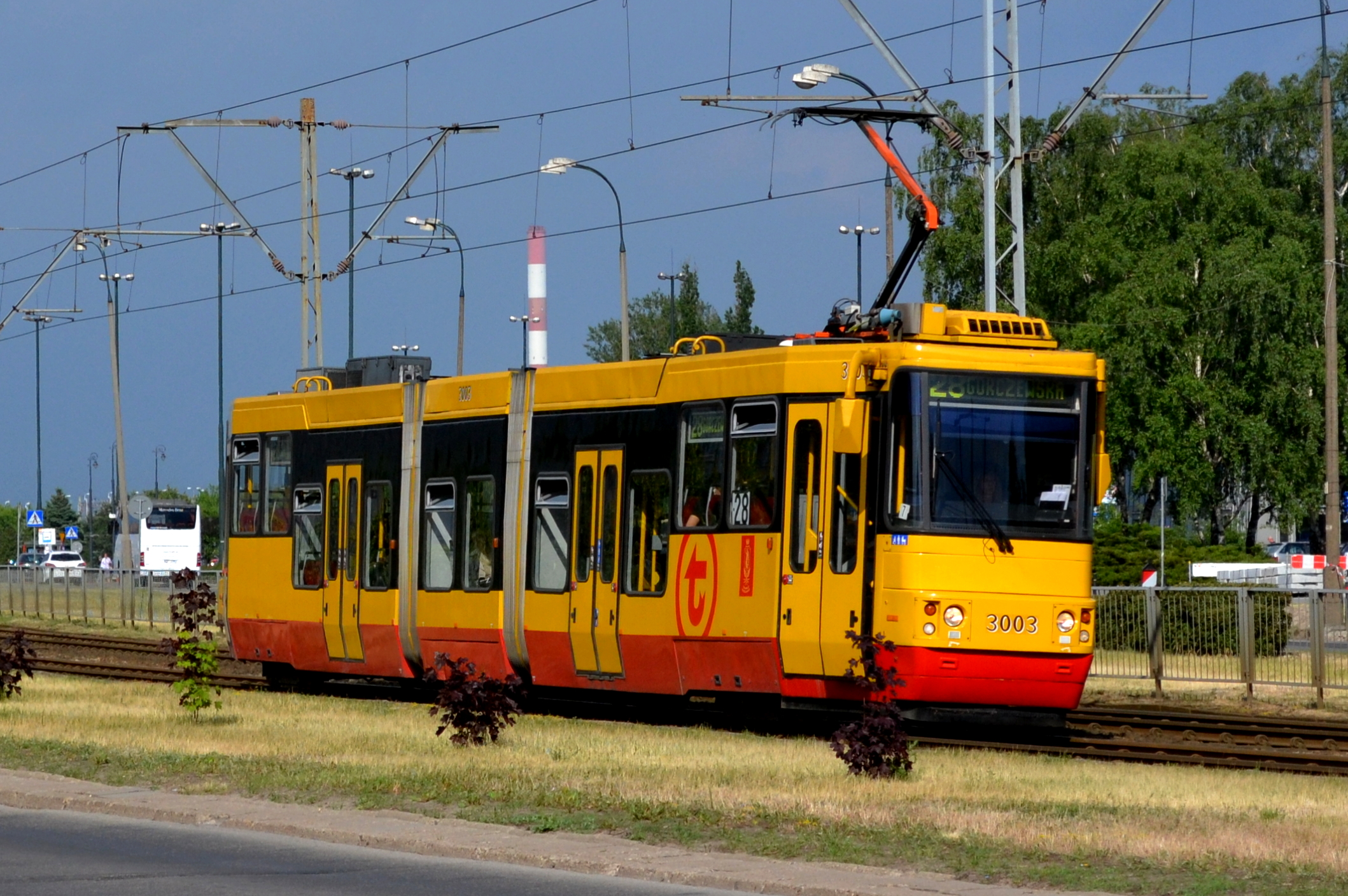
116Na（2018年撮影）
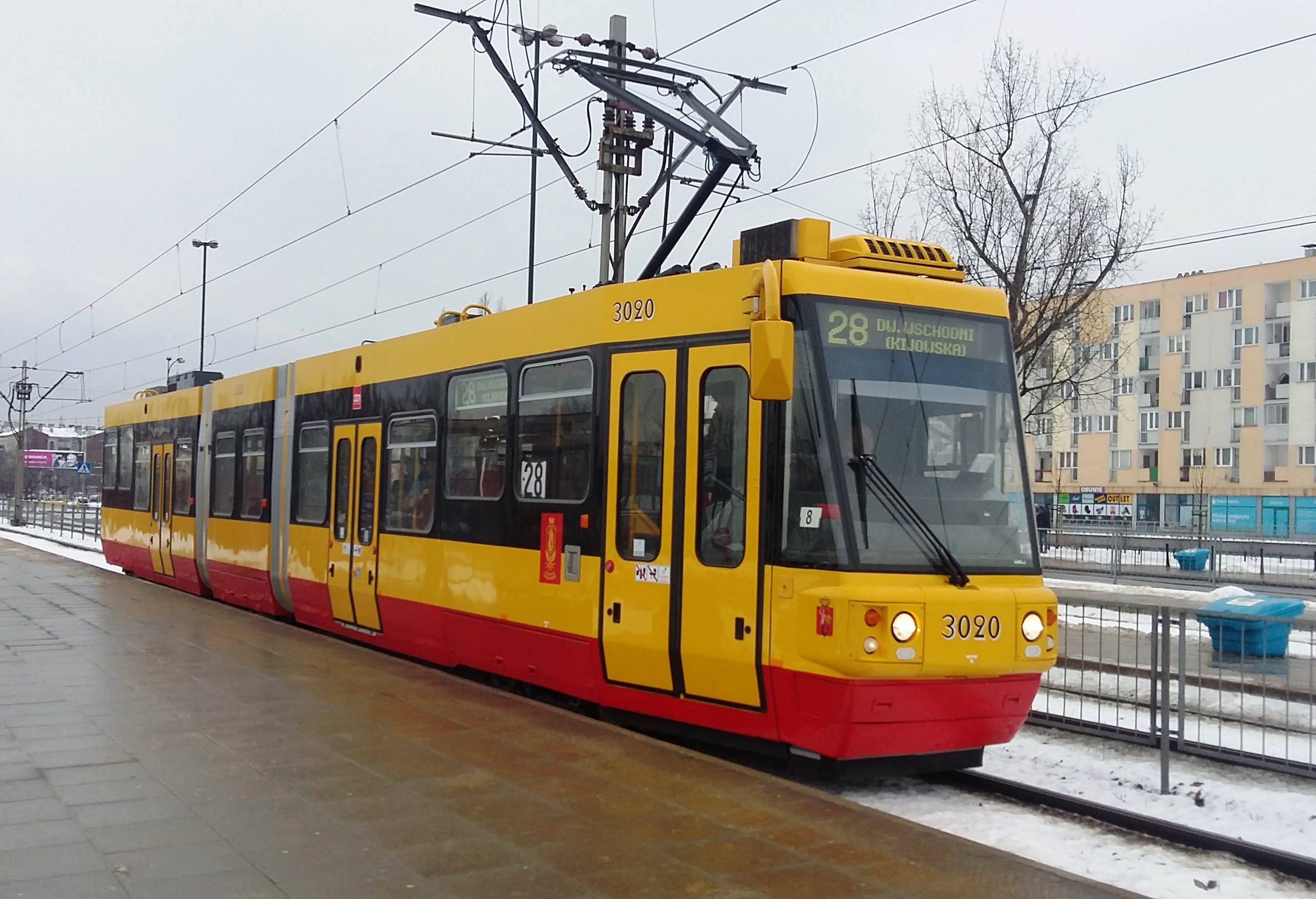
116Na/1（2017年撮影）

## 関連形式
- その他コンスタル（→アルストム・コンスタル）製の超低床路面電車[5]

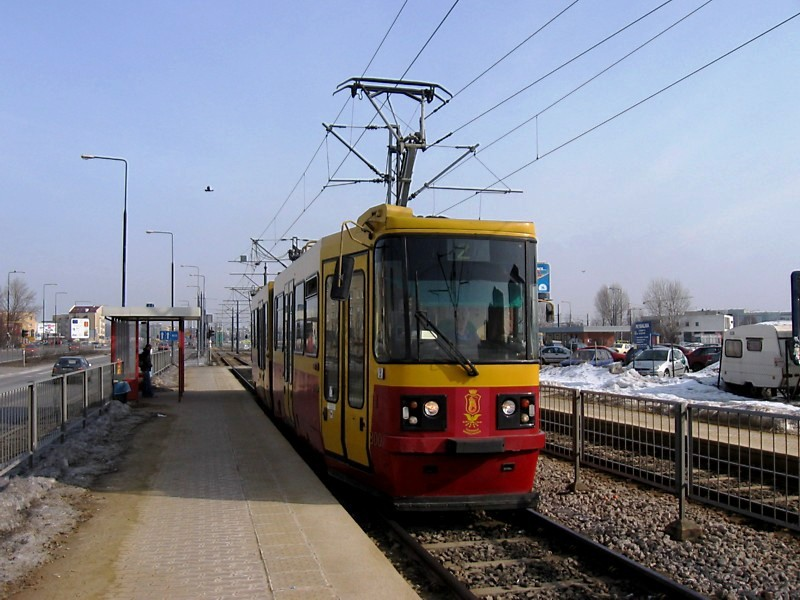
112N
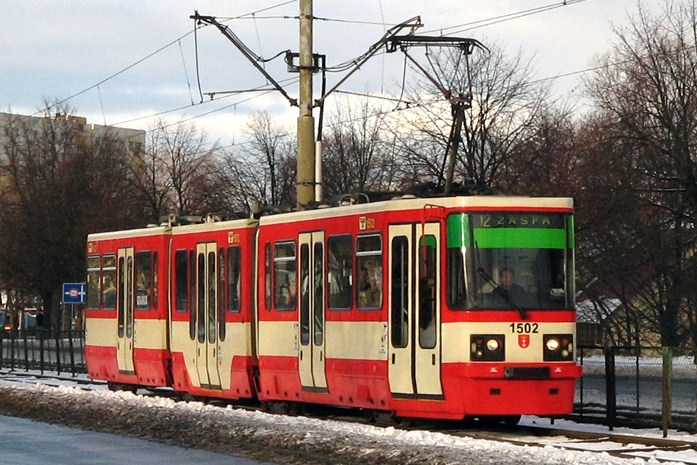
114Na
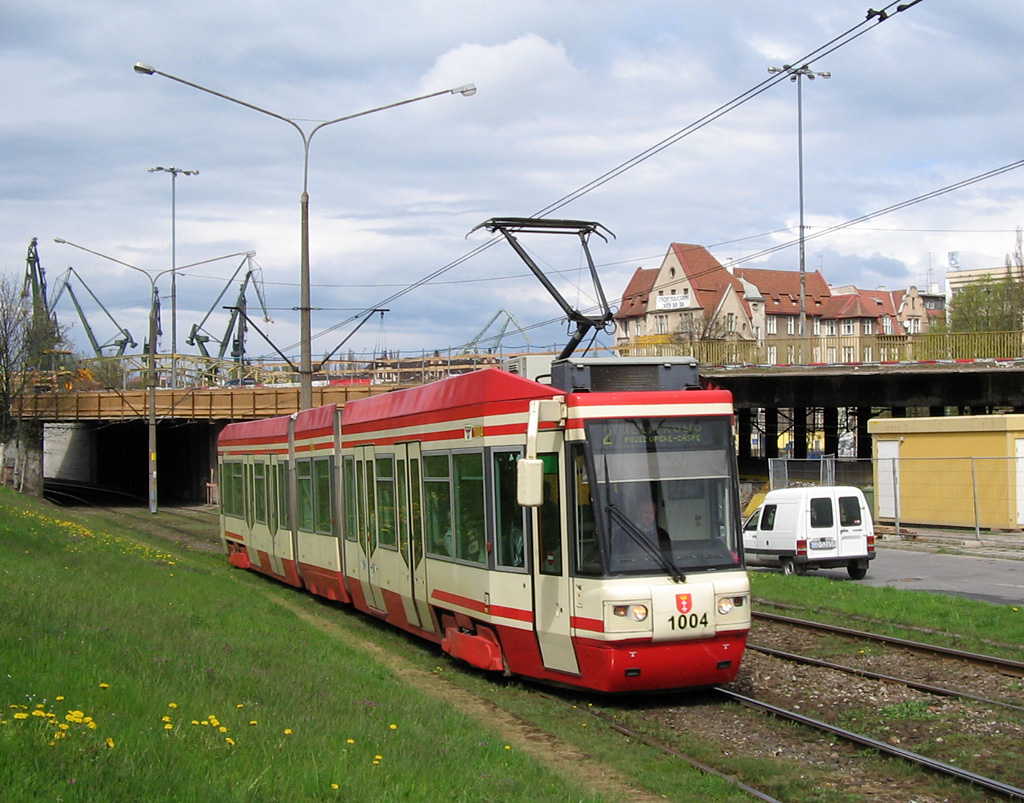
シタディス100（NGd-99）
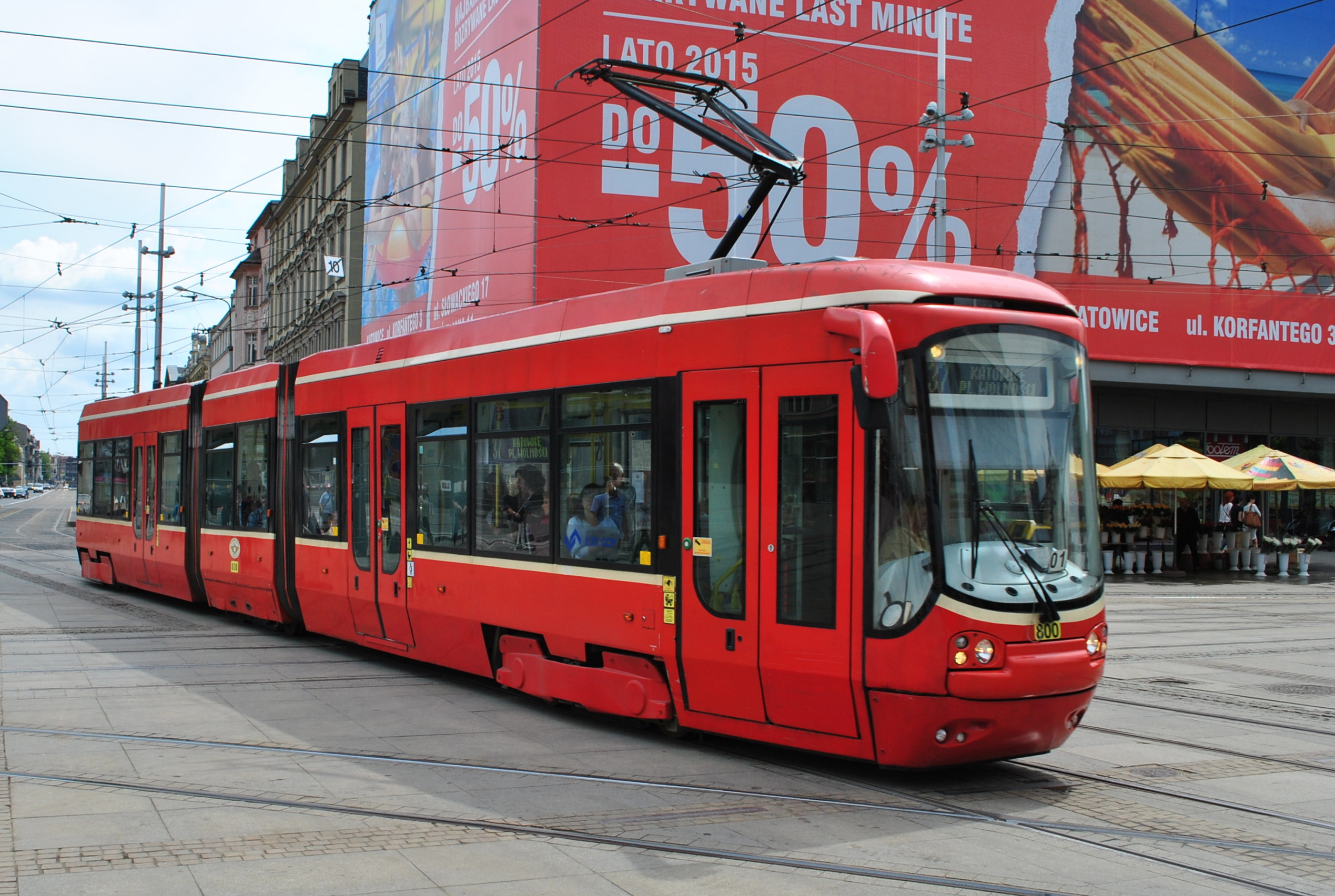
シタディス100（116Nd）

## 参考資料
- Zbigniew Rusak (2000-3). “Tramwaje niskopodłogowe w Polsce” (PDF). TTS Technika Transportu Szynowego (Instytut Naukowo-Wydawniczy "TTS" Sp. z o.o):  23-33 2020年7月1日閲覧。.
- Marek Graff (2015/7-8). “Nowy tabor tramwajowy w Polsce”. TTS Technika Transportu Szynowego (Instytut Naukowo-Wydawniczy "TTS" Sp. z o.o):  46-63 2020年7月1日閲覧。.